# ザクセ＝モール理論
ザクセ＝モール理論（ザクセ＝モルシェりろん、独: Sachse-Mohrsche Theorie）は、ヤコブス・ヘンリクス・ファント・ホッフによる炭素原子の四面体形モデルを環系に移す。

シクロヘキサン（分子式C_{6}H_{12}）のいす形配座（左）と舟形配座（右）。環外の結合の末端には水素原子があるが、見やすさのために省略されている。

1890年、ヘルマン・ザクセは、それ以前は平面六角形として見られていたシクロヘキサン中で、6つの炭素原子全てが正四面体対称性を有し、互いに歪み無く配置されている、という仮説を提唱した。通常の原子価角度（109.5 °）を維持しながら、ザクセはシクロヘキサンに対する2つの空間モデル（いす形と舟形）を構築することができた。ザクセの仮定はバイヤーのひずみ理論と矛盾しており、当時は2つの配座異性体を分離することが不可能であった、つまりこの理論を実験的に検証することができなかったため、当初は専門家らによって認められなかった。
エルンスト・モール（1873年 - 1926年）は、1918年にザクセの仮説に再び取り組み、これをデカリンに適用した。モールは、平面構造では不可能な2つの異性体、cis- およびtrans-デカリンの存在を仮定した。両異性体は1925年にドイツの化学者ヴァルター・ヒュッケル（1895年 - 1973年）によって単離された。

デカリンの2つの立体異性体。

現在はザクセ＝モール理論が正しいことが一般に受け入れられている。シクロヘキサンのいす形配座の6つのエクアトリアル水素原子および6つのアキシャル水素原子（1:1の比）は1H-NMR分光法によって低温でスペクトルを測定することで実験的に検出することができる。より高い温度（例えば20 ° C）では、2つのいす形配座がNMR分光測定の時間スケールよりも速く互いに変換するため、これを検出することはできない。